# Imoco Volley 2014-2015
Questa voce raccoglie le informazioni riguardanti l'Imoco Volley nelle competizioni ufficiali della stagione 2014-2015.

## Stagione
La stagione 2014-15 è per l'Imoco Volley, che porta il nome sponsorizzato di Prosecco DOC solo nelle competizioni europee, la terza consecutiva in Serie A1; in panchina viene chiamato Nicola Negro, sostituito poi a stagione in corso da Alessandro Chiappini, mentre la rosa è in buona parte modificata, con le conferme di Valentina Fiorin, Cristina Barcellini, Monica De Gennaro, Emilija Nikolova e Jenny Barazza. Alle cessioni di Carli Lloyd, Marta Bechis, Valentina Tirozzi, Raffaella Calloni, Lauren Gibbemeyer, Berit Kauffeldt e Raffaella Calloni fanno seguito gli arrivi di Rachael Adams, Alisha Glass, Marina Katić, Neriman Özsoy e Anna Nicoletti.

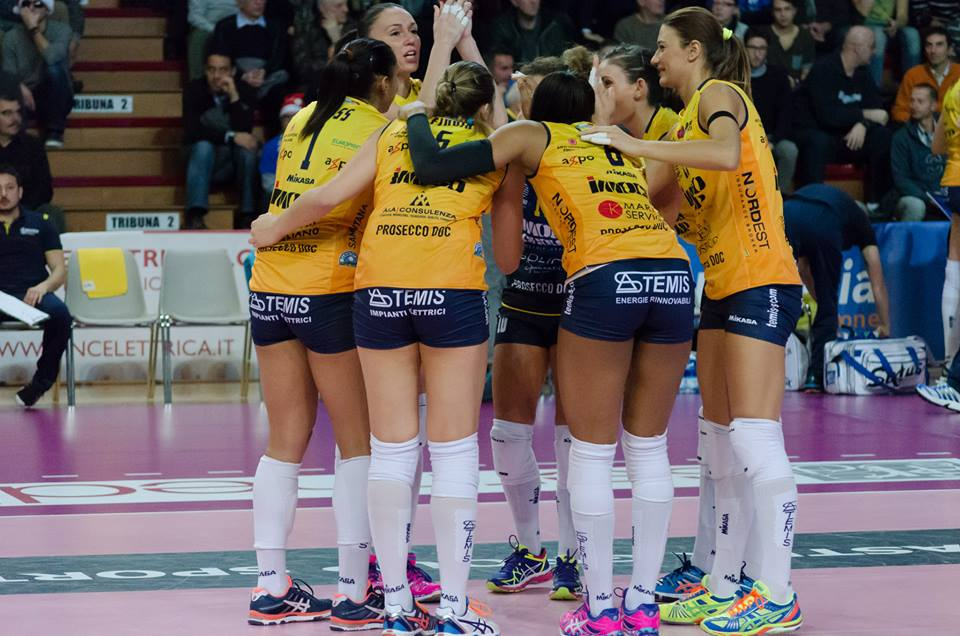
La squadra nel pre-partita

Il campionato si apre con le vittoria per 3-1 sul campo dell'Azzurra Volley San Casciano, a cui fa seguito la prima sconfitta, in casa, ad opera della Futura Volley Busto Arsizio: dopo un periodo di risultati altalenanti, nelle ultime cinque giornate la squadra di Conegliano coglie quattro vittorie, di cui tre di seguito, chiudendo al quarto posto in classifica e classificandosi per la Coppa Italia. Il girone di ritorno è un continuo alternarsi di gare vinte a gare perse, eccetto due successi consecutivi alla tredicesima e alla quattordicesima giornata: la regular season si conclude quindi con il sesto posto in classifica e l'accesso ai play-off scudetto. Il club veneto affronta nei quarti di finale la LJ Volley, perdendo gara 1 ma vincendo le due successive, qualificandosi per il turno successivo: nelle semifinali, dopo aver fatto sua sia gara 1 che gara 2, perde le altre tre, venendo eliminata dalla corsa allo scudetto dal Volleyball Casalmaggiore.
Qualificata alla Coppa Italia grazie al quarto posto al termine del girone di andata della Serie A1, l'Imoco Volley incontra nei quarti di finale il Volley Bergamo: dopo aver perso la gara di andata per 3-1, vince con lo stesso risultato quella di ritorno, riuscendo poi a qualificarsi per la Final Four di Rimini grazie al successo al golden set; in semifinale viene poi sconfitta dall'AGIL Volley.
I risultati ottenuti nel campionato 2013-14 consento all'Imoco Volley di partecipare alla Coppa CEV: la squadra supera i sedicesimi di finale battendo in entrambe le sfide il Volejbol'nyj Klub Chimik, mentre negli ottavi di finale ha la meglio sull'Odbojkarški Klub Branik Maribor, dopo aver vinto la partita di andata per 3-0 e persa quella di ritorno per 3-2. L'avventura nella competizione termina nei quarti di finale contro l'Atom Trefl Sopot: la formazione di Conegliano si aggiudica il match di andata per 3-1, per poi perdere quello di ritorno per 3-0 ed il conseguente golden set.

## Organigramma societario
Area direttiva
- Presidente: Piero Garbellotto
- Vicepresidente: Pietro Maschio, Elena Polo
- Segreteria generale: Claudio Busato

Area organizzativa
- Addetto arbitri: Giacinto Dal Moro
- Segretaria: Martina Michielin
- Custode palasport: Gianfranco Tonon
- Responsabile curva sud e trasferte: Paolo Sartori

Area tecnica
- Allenatore: Nicola Negro (fino al 23 gennaio 2015), Alessandro Chiappini (dal 17 febbraio 2015)
- Allenatore in seconda: Rossano Bertocco
- Scout man: Giorgio Tomasetto
- Assistente allenatore: Marzo Zingaro

Area comunicazione
- Ufficio stampa: Simone Fregonese
- Fotografo: Dario Moriella
- Speaker: Luca Barzi
- Responsabile comunicazione: Francesco Piccin
- Responsabile web: Paolo Moret

Area marketing
- Ufficio marketing: Simone Fregonese

Area sanitaria
- Medico: Luca Vaccario
- Preparatore atletico: Davide Grigoletto
- Fisioterapista: Stefano Galifi

## Rosa
| N° | Nome                | Ruolo | Data di nascita  | Nazionalità sportiva |
| -- | ------------------- | ----- | ---------------- | -------------------- |
| 1  | Alisha Glass        | P     | 5 aprile 1988    | Stati Uniti          |
| 2  | Anthī Vasilantōnakī | S/O   | 9 aprile 1996    | Grecia               |
| 3  | Micha Hancock       | P     | 10 novembre 1992 | Stati Uniti          |
| 5  | Eleonora Furlan     | C     | 10 marzo 1995    | Italia               |
| 6  | Valentina Fiorin    | S     | 9 ottobre 1984   | Italia               |
| 8  | Rachael Adams       | C     | 3 giugno 1990    | Stati Uniti          |
| 9  | Sofia Arimattei     | S     | 17 gennaio 1981  | Italia               |
| 10 | Monica De Gennaro   | L     | 8 gennaio 1987   | Italia               |
| 11 | Martina Boscoscuro  | L     | 2 settembre 1988 | Italia               |
| 12 | Marina Katić        | P     | 1º ottobre 1983  | Croazia              |
| 13 | Neriman Özsoy       | S     | 13 luglio 1988   | Turchia              |
| 14 | Emilija Nikolova    | S/O   | 26 dicembre 1991 | Bulgaria             |
| 15 | Anna Nicoletti      | S     | 3 gennaio 1996   | Italia               |
| 16 | Cristina Barcellini | S     | 20 novembre 1986 | Italia               |
| 18 | Jenny Barazza       | C     | 24 luglio 1981   | Italia               |

## Mercato
| Acquisti | Acquisti            | Acquisti         | Acquisti   |
| R.       | Nome                | da               | Modalità   |
| -------- | ------------------- | ---------------- | ---------- |
| C        | Rachael Adams       | Dąbrowa Górnicza | definitivo |
| S        | Sofia Arimattei     | Soverato         | definitivo |
| L        | Martina Boscoscuro  | Wiesbaden        | definitivo |
| C        | Eleonora Furlan     | Pool Piave       | definitivo |
| P        | Alisha Glass        | Fenerbahçe       | definitivo |
| P        | Micha Hancock       | Penn State       | definitivo |
| P        | Marina Katić        | Dąbrowa Górnicza | definitivo |
| S/O      | Anna Nicoletti      | Club Italia      | definitivo |
| S        | Neriman Özsoy       | Galatasaray      | definitivo |
| S/O      | Anthī Vasilantōnakī | Panathīnaïkos    | definitivo |

| Cessioni | Cessioni          | Cessioni           | Cessioni   |
| R.       | Nome              | a                  | Modalità   |
| -------- | ----------------- | ------------------ | ---------- |
| P        | Marta Bechis      | Legionovia         | definitivo |
| C        | Raffaella Calloni | San Casciano       | definitivo |
| L        | Carlotta Daminato | Forlì              | definitivo |
| S        | Melissa Donà      | Libertas Aversa    | definitivo |
| C        | Lauren Gibbemeyer | Casalmaggiore      | definitivo |
| P        | Micha Hancock     | Indias de Mayagüez | definitivo |
| C        | Berit Kauffeldt   | Impel              | definitivo |
| P        | Carli Lloyd       | Lokomotiv Baku     | definitivo |
| S        | Valentina Tirozzi | Casalmaggiore      | definitivo |

## Risultati

### Serie A1

#### Girone di andata
| 1ª giornata - 2 novembre 2014 Nelson Mandela Forum, Firenze      | San Casciano        | 1 - 3 | Imoco         | 23-25, 25-20, 21-25, 23-25        |
| 2ª giornata - 9 novembre 2014 PalaVerde, Villorba                | Imoco               | 2 - 3 | Busto Arsizio | 25-16, 12-25, 25-23, 23-25, 8-15  |
| 3ª giornata - 16 novembre 2014 PalaMondolce, Urbino              | Robur Tiboni Urbino | 1 - 3 | Imoco         | 24-26, 20-25, 25-20, 24-26        |
| 4ª giornata - 19 novembre 2014 PalaVerde, Villorba               | Imoco               | 0 - 3 | Bergamo       | 23-25, 21-25, 22-25               |
| 5ª giornata - 23 novembre 2014 PalaVerde, Villorba               | Imoco               | 3 - 1 | Flero         | 20-25, 25-13, 25-22, 25-21        |
| 6ª giornata - 30 novembre 2014 Palazzetto dello Sport, Scandicci | Savino Del Bene     | 3 - 2 | Imoco         | 25-20, 23-25, 25-22, 17-25, 15-9  |
| 7ª giornata - 3 dicembre 2014 PalaVerde, Villorba                | Imoco               | 3 - 0 | Casalmaggiore | 25-17, 25-23, 31-29               |
| 8ª giornata - 7 dicembre 2014 PalaRomiti, Forlì                  | Forlì               | 2 - 3 | Imoco         | 15-25, 25-23, 16-25, 26-24, 12-15 |
| 9ª giornata - 14 dicembre 2014 PalaVerde, Villorba               | Imoco               | 3 - 2 | LJ            | 27-25, 22-25, 25-18, 27-29, 15-11 |
| 10ª giornata - 20 dicembre 2014 PalaTerdoppio, Novara            | AGIL                | 3 - 0 | Imoco         | 25-23, 25-18, 25-21               |
| 11ª giornata - 26 dicembre 2014 PalaVerde, Villorba              | Imoco               | 3 - 0 | River         | 25-23, 25-21, 25-21               |

#### Girone di ritorno
| 12ª giornata - 3 gennaio 2015 PalaVerde, Villorba         | Imoco         | 3 - 1 | San Casciano        | 19-25, 25-17, 27-25, 25-23        |
| 13ª giornata - 10 gennaio 2015 PalaYamamay, Busto Arsizio | Busto Arsizio | 3 - 1 | Imoco               | 21-25, 25-19, 25-19, 25-21        |
| 14ª giornata - 18 gennaio 2015 PalaVerde, Villorba        | Imoco         | 3 - 2 | Robur Tiboni Urbino | 25-18, 19-25, 22-25, 25-22, 15-10 |
| 15ª giornata - 25 gennaio 2015 PalaNorda, Bergamo         | Bergamo       | 1 - 3 | Imoco               | 18-25, 25-20, 21-25, 17-25        |
| 16ª giornata - 8 febbraio 2015 PalaGeorge, Montichiari    | Flero         | 3 - 1 | Imoco               | 20-25, 25-21, 25-20, 25-23        |
| 17ª giornata - 15 febbraio 2015 PalaVerde, Villorba       | Imoco         | 3 - 0 | Savino Del Bene     | 25-21, 25-21, 25-17               |
| 18ª giornata - 22 febbraio 2015 PalaRadi, Cremona         | Casalmaggiore | 3 - 1 | Imoco               | 25-18, 25-22, 23-25, 25-23        |
| 19ª giornata - 8 marzo 2015 PalaVerde, Villorba           | Imoco         | 3 - 1 | Forlì               | 16-25, 25-18, 25-19, 25-15        |
| 20ª giornata - 15 marzo 2015 PalaPanini, Modena           | LJ            | 3 - 0 | Imoco               | 27-25, 25-17, 25-20               |
| 21ª giornata - 22 marzo 2015 PalaVerde, Villorba          | Imoco         | 3 - 2 | AGIL                | 21-25, 27-25, 25-23, 21-25, 20-18 |
| 22ª giornata - 29 marzo 2015 PalaBanca, Piacenza          | River         | 3 - 0 | Imoco               | 25-22, 26-24, 25-20               |

#### Play-off scudetto
| Quarti di finale (gara 1) - 6 aprile 2015 PalaPanini, Modena   | LJ            | 3 - 1 | Imoco         | 25-19, 25-20, 20-25, 25-21        |
| Quarti di finale (gara 2) - 11 aprile 2015 PalaVerde, Villorba | Imoco         | 3 - 2 | LJ            | 21-25, 25-21, 25-19, 25-27, 15-11 |
| Quarti di finale (gara 3) - 14 aprile 2015 PalaPanini, Modena  | LJ            | 2 - 3 | Imoco         | 25-21, 23-25, 18-25, 25-23, 13-15 |
| Semifinali (gara 1) - 17 aprile 2015 PalaRadi, Cremona         | Casalmaggiore | 2 - 3 | Imoco         | 27-29, 25-23, 25-18, 17-25, 13-15 |
| Semifinali (gara 2) - 20 aprile 2015 PalaVerde, Villorba       | Imoco         | 3 - 0 | Casalmaggiore | 25-22, 25-21, 25-18               |
| Semifinali (gara 3) - 24 aprile 2015 PalaRadi, Cremona         | Casalmaggiore | 3 - 0 | Imoco         | 25-20, 25-15, 25-23               |
| Semifinali (gara 4) - 26 aprile 2015 PalaVerde, Villorba       | Imoco         | 0 - 3 | Casalmaggiore | 20-25, 20-25, 17-25               |
| Semifinali (gara 5) - 29 aprile 2015 PalaRadi, Cremona         | Casalmaggiore | 3 - 2 | Imoco         | 28-26, 19-25, 18-25, 25-23, 15-10 |

### Coppa Italia

#### Fase a eliminazione diretta
| Quarti di finale (andata) - 1º febbraio 2015 PalaNorda, Bergamo  | Bergamo | 3 - 1 | Imoco | 25-13, 19-25, 25-21, 25-17                   |
| Quarti di finale (ritorno) - 4 febbraio 2015 PalaVerde, Villorba | Imoco   | 3 - 1 | Flero | 25-21, 24-26, 25-18, 25-22 Golden set: 15-13 |
| Semifinali - 28 febbraio 2015 105 Stadium, Rimini                | AGIL    | 3 - 1 | Imoco | 25-21, 27-25, 20-25, 26-24                   |

### Coppa CEV

#### Fase a eliminazione diretta
| Sedicesimi di finale (andata) - 11 novembre 2014 FSK Olymp, Južne                  | Chimik           | 1 - 3 | Imoco            | 22-25, 25-21, 20-25, 21-25           |
| Sedicesimi di finale (ritorno) - 26 novembre 2014 PalaVerde, Villorba              | Imoco            | 3 - 1 | Chimik           | 24-26, 25-23, 34-32, 25-23           |
| Ottavi di finale (andata) - 10 dicembre 2014 PalaVerde, Villorba                   | Imoco            | 3 - 0 | Branik           | 25-23, 25-13, 25-23                  |
| Ottavi di finale (ritorno) - 17 dicembre 2014 Sportna Dvorana Ljudski Vrt, Maribor | Branik           | 3 - 2 | Imoco            | 16-25, 16-25, 26-24, 25-18, 15-12    |
| Quarti di finale (andata) - 14 gennaio 2015 PalaVerde, Villorba                    | Imoco            | 3 - 1 | Atom Trefl Sopot | 25-20, 21-25, 25-21, 25-13           |
| Quarti di finale (ritorno) - 22 gennaio 2015 Ergo Arena, Sopot                     | Atom Trefl Sopot | 3 - 0 | Imoco            | 25-20, 25-18, 25-12 Golden set: 15-9 |

## Statistiche

### Statistiche di squadra
| Competizione | Punti | In casa | In casa | In casa | In trasferta | In trasferta | In trasferta | Totale | Totale | Totale |
| Competizione | Punti | G       | V       | P       | G            | V            | P            | G      | V      | P      |
| ------------ | ----- | ------- | ------- | ------- | ------------ | ------------ | ------------ | ------ | ------ | ------ |
| Serie A1     | 37    | 14      | 11      | 3       | 16           | 6            | 10           | 30     | 17     | 13     |
| Coppa Italia | -     | 1       | 1       | 0       | 1            | 0            | 1            | 3      | 1      | 2      |
| Coppa CEV    | -     | 3       | 3       | 0       | 3            | 1            | 2            | 6      | 4      | 2      |
| Totale       | -     | 18      | 15      | 3       | 20           | 7            | 13           | 39     | 22     | 17     |

G = partite giocate; V = partite vinte; P = partite perse

### Statistiche dei giocatori
| Giocatore        | Serie A1 | Serie A1 | Serie A1 | Serie A1 | Serie A1 | Coppa Italia | Coppa Italia | Coppa Italia | Coppa Italia | Coppa Italia | Coppa CEV | Coppa CEV | Coppa CEV | Coppa CEV | Coppa CEV | Totale | Totale | Totale | Totale | Totale |
| Giocatore        | P        | PT       | AV       | MV       | BV       | P            | PT           | AV           | MV           | BV           | P         | PT        | AV        | MV        | BV        | P      | PT     | AV     | MV     | BV     |
| ---------------- | -------- | -------- | -------- | -------- | -------- | ------------ | ------------ | ------------ | ------------ | ------------ | --------- | --------- | --------- | --------- | --------- | ------ | ------ | ------ | ------ | ------ |
| R. Adams         | 27       | 330      | 235      | 81       | 14       | 2            | 28           | 16           | 12           | 0            | 6         | 49        | 31        | 7         | 11        | 35     | 407    | 282    | 100    | 25     |
| S. Arimattei     | 13       | 16       | 14       | 2        | 0        | 2            | 2            | 2            | 0            | 0            | 3         | 17        | 16        | 1         | 0         | 32     | 35     | 32     | 3      | 0      |
| J. Barazza       | 30       | 189      | 101      | 78       | 10       | 3            | 16           | 10           | 6            | 0            | 5         | 37        | 15        | 19        | 3         | 38     | 242    | 126    | 103    | 13     |
| C. Barcellini    | 28       | 156      | 136      | 15       | 5        | 2            | 4            | 4            | 0            | 0            | 5         | 19        | 16        | 1         | 2         | 35     | 179    | 156    | 16     | 7      |
| M. Boscoscuro    | 5        | 1        | 1        | -        | -        | 1            | -            | -            | -            | -            | 5         | -         | -         | -         | -         | 11     | 1      | 1      | -      | -      |
| M. De Gennaro    | 29       | 1        | 1        | -        | -        | 3            | -            | -            | -            | -            | 6         | -         | -         | -         | -         | 38     | 1      | 1      | -      | -      |
| V. Fiorin        | 23       | 120      | 95       | 24       | 1        | 3            | 20           | 17           | 2            | 1            | 4         | 33        | 26        | 4         | 3         | 30     | 173    | 138    | 30     | 5      |
| E. Furlan        | 10       | 18       | 1        | 12       | 5        | 1            | 5            | 3            | 2            | 0            | 3         | 14        | 5         | 8         | 1         | 14     | 37     | 9      | 22     | 6      |
| A. Glass         | 24       | 86       | 47       | 29       | 10       | 1            | 2            | 2            | 0            | 0            | 4         | 13        | 7         | 6         | 0         | 29     | 101    | 56     | 35     | 10     |
| M. Hancock       | 5        | 6        | 2        | 1        | 3        | 2            | 0            | 0            | 0            | 0            | 1         | 3         | 0         | 0         | 3         | 8      | 9      | 2      | 1      | 6      |
| M. Katić         | 28       | 15       | 8        | 5        | 2        | 2            | 10           | 6            | 3            | 1            | 4         | 7         | 4         | 0         | 3         | 34     | 32     | 18     | 8      | 6      |
| A. Nicoletti     | 21       | 72       | 56       | 4        | 12       | 0            | 0            | 0            | 0            | 0            | 3         | 7         | 6         | 1         | 0         | 24     | 79     | 62     | 5      | 12     |
| E. Nikolova      | 29       | 453      | 413      | 30       | 10       | 3            | 68           | 64           | 1            | 3            | 6         | 99        | 83        | 7         | 9         | 38     | 620    | 560    | 38     | 22     |
| N. Özsoy         | 30       | 551      | 509      | 32       | 10       | 3            | 63           | 55           | 5            | 3            | 6         | 92        | 82        | 7         | 3         | 39     | 706    | 646    | 44     | 16     |
| A. Vasilantōnakī | 8        | 11       | 9        | 1        | 1        | -            | -            | -            | -            | -            | 2         | 11        | 10        | 1         | 0         | 10     | 22     | 19     | 2      | 1      |

P = presenze; PT = punti totali; AV = attacchi vincenti; MV = muri vincenti; BV = battute vincenti